# 쿠도아 셉템푼타타
쿠도아 셉템푼타타(학명: Kudoa Septempunctata)는 점액포자충강 다각목(Multivalvulida)에 속하는 기생충이다. 7개의 극낭을 가지고 있어 칠성쿠도아충이라고도 불린다. 2010년 대한민국에서 일본으로 수입된 양식 넙치에서 처음 발견 및 분리되었다. 쿠도아속에 속한 다른 종과 달리 감염어에서 사후 근육 융해를 일으키지 않는다. 쿠도아 셉템푼타타에 감염된 넙치를 회로 먹은 후 급성 식중독이 발병한 사례가 보고되었다.

## 발견 및 명명
2010년 야마구치 대학의 마츠카네 유우키 등이 일본 시중에 유통되고 있는 넙치 중 대한민국 제주도에서 수입된 양식 넙치의 몸통 근육에서 발견되지 않은 쿠도아속을 발견하였다. 4개의 극낭을 가지고 근육에서 발견되는 쿠도아속 중 하나인 쿠도아 티르시테스(학명: Kudoa thyrsites)와 달리 7개의 극낭을 가지는 이 종을 점액포자충강 다각목(Multivalvulida) 쿠도아과(Kudoidae) 쿠도아속(Kudoa)으로 분류하고 쿠도아 셉템푼타타로 명명했다. 종명은 라틴어로 일곱개를 뜻하는 낱말 "Septem"과 뾰족한 끝을 뜻하는 "puncta"에서 유래했다.

## 특징
쿠도아 셉템푼타타의 포자는 불규칙적인 방사상의 모양을 이루고 있고 6 ~ 7개의 서로 크기가 다른 극낭을 가지고 있다. 포자는 너비 11.1-13.1 μm, 길이 7.9-8.9 μm, 두께 8.9-10.0 μm이며 극낭은 길이 3.7-5.3 μm, 너비 2.2-2.8 μm이다. 극낭은 명확한 중심이 없이 안에서 바깥으로 방사상으로 퍼져있으며 극낭의 끝에는 작은 돌출부가 있다. 넙치의 근육 조직에 기생하며 감염된 숙주에서 염증반응을 일으키거나 근육 내에 시스트를 형성하지 않는다. 근육 조직에 기생하는 쿠도아속의 일종인 쿠도아 티르시테스 등과 달리 감염어가 죽은 후 근육 조직 내에서 융해를 일으키지 않는다. 쿠도아 셉템푼타타의 생활사 발달이 수온과 관련성이 있다는 가능성이 제기된 연구는 있으나 명확한 생활사는 아직 알려진 바가 없다. 또한 양식 넙치에 쿠도아 셉템푼타타가 감염되는 시기나 경로도 밝혀진 바가 없다.

## 진단
쿠도아 셉템푼타타는 근육 내에서 시스트를 형성하지 않고 숙주의 염증반응을 일으키지 않아 육안으로 감염을 확인할 수 없다. 넙치에 감염하는 쿠도아속의 18S rDNA를 검출하는 프라이머를 이용하거나 쿠도아 셉템푼타타에 종 특이적으로 고안되어 28S rDNA를 검출할 수 있는 프라이머를 이용한 중합효소연쇄반응으로 진단할 수 있다. 또는 실시간 중합효소연쇄반응을 이용한 정량법을 통해 진단할 수도 있다. 더 정확하고 빠르며 민감도가 높은 진단법으로 LAMP법을 이용할 수도 있다.

### 염색
HO & PI(Hoechst33342/Propidium Iodide) 염색을 이용하면 활성화된 쿠도아 셉템푼타타의 경우 Hoechst33342와 결합하여 푸른색의 형광반응을 나타내고 붉은색을 띄는 PI와는 형광반응을 나타내지 않는다. 뉴트럴 레드(Neutral red)와 메틸렌 블루를 이용한 염색에서는 활성화된 포자의 극낭이 자주색으로 염색되며 비활성화된 극낭은 염색성을 나타내지 않는다.

## 식중독
2010년 일본 후생노동성이 원인불명의 식중독에 대한 연구 과제를 추진했다. 2011년 6월에 식중독의 새로운 원인충으로 쿠도아 셉템푼타타를 지목했고, 2012년 12월에는 이 질병을 쿠도아 식중독증으로 발표했다. 쿠도아 셉템푼타타에 감염된 넙치를 회로 먹을 경우 일과성의 설사와 구토 증상을 일으킨다. 잠복기간이 매우 짧고 인체에 기생하지 않으며 사람에서 사람으로 2차 감염을 일으키지 않는다. 이러한 주장은 식중독 발생 가능성에 대한 실험동물을 이용한 연구 결과와 식중독 증상을 나타낸 환자의 분변에서 쿠도아 셉템푼타타가 검출된 것을 근거로 한다. 또한 식중독을 일으킨 잔품을 조사한 결과 대부분의 넙치에서 106개의 포자가 검출된 것을 기준으로 일본 후생노동성은 이를 식중독 양성 기준으로 발표했다. 그러나 쿠도아 셉템푼타타와 인체 조직간의 상호작용은 명확하게 밝혀지지 않아 병원성 여부를 증명하기 어려우며 환자 사례를 근거로 역학적 병인성을 주장하기에는 과학적 타당성이 부족하다는 지적이 있다.